# Isack Hadjar
Isack Alexandre Hadjar (28. září 2004 Paříž) je francouzsko-alžírský automobilový závodní jezdec. Startoval v šampionátu FIA Formule 2 v roce 2023. Na sezónu 2025 podepsal smlouvu s týmem Racing Bulls.
Hadjar se narodil a vyrostl v Paříži v alžírské rodině. V sedmi letech začal závodit na motokárách. V roce 2020 dokončil šampionát ve třídě F4, který organizovala FFSA Academy. Hajdar vstoupil do závodů F3 s britským týmem Hitech v roce 2022. V sezóně skončil celkově třetí a vyhrál několik závodů. Do třídy F2 se Hajdar dostal v roce 2023 s týmem Campos Racing. Francouzští novináři ho začali označovat jako Le Petit Prost kvůli jeho úspěchům při závodech.

## Dětství a osobní život
Hadjar se narodil 28. září 2004 v Paříži do rodiny alžírských lékařů a fyziků. Jeho otec Yassine Hadjar pracoval jako automobilový mechanik. Otec drží dvojí občanství.
Hadjar se začal zajímat o motorsport po zhlédnutí animovaného filmu Auta. Ve svých šesti letech začal sledovat závody Formule 1. Rodiče pořídili vlastní motokáru Hadjarovi o rok později.

## Závodní kariéra jako junior
Hadjar prostřídal pozici závodníka u motokár, nižších formulí typu F4 a regionálních závodů mládeže a dorostenců u typu F3. Se závoděním na motokárách začal v roce 2012. Přes francouzské národní soutěže se dostal až k účasti na mezinárodních motokárových závodech v roce 2017. V roce 2019 debutoval ve francouzském šampionátu F4. Po vstupu do národní soutěží v nižších formulích měl Hadjar potíže sešlapávat pedály v kokpitu kvůli své nízké tělesné výšce. I přes vrozený handicap se mu podařilo jedenkrát zvítězit na belgickém okruhu Circuit de Spa-Francorchamps.

## Kariéra ve Formuli 1
Představitelé stáje Red Bull Racing oznámili v červnu 2021, že se Hadjar stane jejich testovacím jezdcem a členem juniorského týmu v roce 2022. Hadjar odjel svoji první testovací jízdu v závodě Grand Prix Mexico City 2023 pro tým Scuderia AlphaTauri, který je součástí koncernu Red Bull.

## Výsledky
| Legenda k tabulce | Legenda k tabulce                                                                       |
| Barva             | Výsledek                                                                                |
| ----------------- | --------------------------------------------------------------------------------------- |
| Zlatá             | Vítěz                                                                                   |
| Stříbrná          | 2. místo                                                                                |
| Bronzová          | 3. místo                                                                                |
| Zelená            | Bodované umístění                                                                       |
| Modrá             | Nebodované umístění                                                                     |
| Modrá             | Dokončil neklasifikován (NC)                                                            |
| Fialová           | Odstoupil (Ret)                                                                         |
| Červená           | Nekvalifikoval se (DNQ)                                                                 |
| Červená           | Nepředkvalifikoval se (DNPQ)                                                            |
| Černá             | Diskvalifikován (DSQ)                                                                   |
| Bílá              | Nestartoval (DNS)                                                                       |
| Bílá              | Závod zrušen (C)                                                                        |
| Světle modrá      | Pouze trénoval (PO)                                                                     |
| Světle modrá      | Páteční testovací jezdec (TD)                                                           |
| Bez barvy         | Netrénoval (DNP)                                                                        |
| Bez barvy         | Vyřazen (EX)                                                                            |
| Bez barvy         | Nepřijel (DNA)                                                                          |
| Bez barvy         | Odvolal účast (WD)                                                                      |
| Bez barvy         | Nezúčastnil se (prázdné)                                                                |
| Označení          | Význam                                                                                  |
| Tučnost           | Pole position                                                                           |
| Kurzíva           | Nejrychlejší kolo                                                                       |
| †                 | Jezdec nedojel do cíle, ale byl klasifikován, protože odjel více než 90 % délky závodu. |
| ‡                 | Byl udělován poloviční počet bodů, protože bylo odjeto méně než 75 % délky závodu.      |
| Horní index       | Umístění bodujících jezdců ve sprintu                                                   |

### Závodní kariéra
| Sezóna | Série                                  | Tým                                | Závody           | Vítězství        | PP               | NK               | Pódia            | Body             | Umístění         |
| ------ | -------------------------------------- | ---------------------------------- | ---------------- | ---------------- | ---------------- | ---------------- | ---------------- | ---------------- | ---------------- |
| 2018   | Ginetta Junior Winter Championship     | Elite Motorsport                   | 3                | 0                | 0                | 0                | 0                | 0                | —                |
| 2019   | French F4 Championship                 | FFSA Academy                       | 20               | 1                | 0                | 1                | 2                | 118              | 7. místo         |
| 2020   | Formula 4 UAE Championship             | 3Y Technology                      | 8                | 0                | 0                | 0                | 0                | 56               | 11. místo        |
| 2020   | French F4 Championship                 | FFSA Academy                       | 21               | 3                | 2                | 6                | 11               | 233              | 3. místo         |
| 2021   | Formula Regional European Championship | R-ace GP                           | 20               | 2                | 1                | 3                | 5                | 166              | 5. místo         |
| 2021   | F3 Asian Championship                  | Evans GP                           | 9                | 0                | 0                | 1                | 5                | 95               | 6. místo         |
| 2022   | Formula Regional Asian Championship    | Hitech Grand Prix                  | 15               | 2                | 1                | 2                | 5                | 134              | 3. místo         |
| 2022   | FIA Formule 3                          | Hitech Grand Prix                  | 18               | 3                | 1                | 2                | 5                | 123              | 4. místo         |
| 2023   | Formule 2                              | Hitech Pulse-Eight                 | 26               | 0                | 0                | 1                | 1                | 55               | 14. místo        |
| 2023   | Macau Grand Prix                       | Hitech Pulse-Eight                 | 1                | 0                | 0                | 0                | 0                | –                | 7. místo         |
| 2023   | Formule 1                              | Scuderia AlphaTauri                | Testovací jezdec | Testovací jezdec | Testovací jezdec | Testovací jezdec | Testovací jezdec | Testovací jezdec | Testovací jezdec |
| 2023   | Formule 1                              | Oracle Red Bull Racing             | Testovací jezdec | Testovací jezdec | Testovací jezdec | Testovací jezdec | Testovací jezdec | Testovací jezdec | Testovací jezdec |
| 2024   | Formule 2                              | Campos Racing                      | 28               | 4                | 1                | 2                | 8                | 192              | 2. místo         |
| 2024   | Formule 1                              | Oracle Red Bull Racing             | Rezervní jezdec  | Rezervní jezdec  | Rezervní jezdec  | Rezervní jezdec  | Rezervní jezdec  | Rezervní jezdec  | Rezervní jezdec  |
| 2024   | Formule 1                              | Visa Cash App RB F1 Team           | Rezervní jezdec  | Rezervní jezdec  | Rezervní jezdec  | Rezervní jezdec  | Rezervní jezdec  | Rezervní jezdec  | Rezervní jezdec  |
| 2025   | Formule 1                              | Visa Cash App Racing Bulls F1 Team | 12               | 0                | 0                | 0                | 0                | 21*              | 11. místo*       |

### Kompletní výsledky ve Formuli 3
| Rok  | Tým               | 1         | 2          | 3         | 4         | 5          | 6         | 7         | 8         | 9          | 10        | 11        | 12         | 13        | 14         | 15        | 16        | 17         | 18        | Body | Umístění |
| ---- | ----------------- | --------- | ---------- | --------- | --------- | ---------- | --------- | --------- | --------- | ---------- | --------- | --------- | ---------- | --------- | ---------- | --------- | --------- | ---------- | --------- | ---- | -------- |
| 2022 | Hitech Grand Prix | BHR SPR 1 | BHR FEA 25 | IMO SPR 5 | IMO FEA 3 | CAT SPR 10 | CAT FEA 3 | SIL SPR 1 | SIL FEA 5 | RBR SPR 10 | RBR FEA 1 | HUN SPR 4 | HUN FEA 18 | SPA SPR 9 | SPA FEA 14 | ZAN SPR 6 | ZAN FEA 5 | MNZ SPR 27 | MNZ FEA 9 | 123  | 4. místo |

### Kompletní výsledky ve Formuli 2
| Rok  | Tým                | 1          | 2           | 3           | 4           | 5         | 6          | 7           | 8         | 9           | 10         | 11         | 12         | 13         | 14         | 15          | 16         | 17        | 18         | 19         | 20          | 21         | 22         | 23         | 24         | 25        | 26        | 27        | 28         | Body | Umístění  |
| ---- | ------------------ | ---------- | ----------- | ----------- | ----------- | --------- | ---------- | ----------- | --------- | ----------- | ---------- | ---------- | ---------- | ---------- | ---------- | ----------- | ---------- | --------- | ---------- | ---------- | ----------- | ---------- | ---------- | ---------- | ---------- | --------- | --------- | --------- | ---------- | ---- | --------- |
| 2023 | Hitech Pulse-Eight | BHR SPR 20 | BHR SPR 7   | JED SPR 12  | JED FEA 9   | MEL SPR 6 | MEL FEA 15 | BAK SPR 11  | BAK FEA 7 | MCO SPR Ret | MCO FEA 12 | CAT SPR 12 | CAT FEA 20 | RBR SPR 3  | RBR FEA 12 | SIL SPR 5   | SIL FEA 15 | HUN SPR 8 | HUN FEA 5  | SPA SPR 11 | SPA FEA Ret | ZAN SPR 1  | ZAN FEA 6  | MNZ SPR 11 | MNZ FEA 11 | YMC SPR 5 | YMC FEA 8 |           |            | 55   | 14. místo |
| 2024 | Campos Racing      | BHR SPR 4  | BHR FEA Ret | JED SPR 15† | JED FEA Ret | MEL SPR 6 | MEL FEA 1  | IMO SPR Ret | IMO FEA 1 | MON SPR 8   | MON FEA 2  | CAT SPR 6  | CAT FEA 5  | RBR SPR 13 | RBR FEA 3  | SIL SPR Ret | SIL FEA 1  | HUN SPR 3 | HUN FEA 18 | SPA SPR 9  | SPA FEA 1   | MNZ SPR 10 | MNZ FEA 11 | BAK SPR 12 | BAK FEA 14 | LSL SPR 4 | LSL FEA 2 | YMC SPR 5 | YMC FEA 19 | 192  | 2. místo  |

### Kompletní výsledky ve Formuli 1
| Rok  | Tým                                | Šasi                  | Motor                   | 1       | 2      | 3     | 4      | 5      | 6      | 7     | 8     | 9     | 10     | 11     | 12      | 13  | 14  | 15  | 16  | 17  | 18  | 19     | 20  | 21  | 22     | 23  | 24     | Body | Umístění   |
| ---- | ---------------------------------- | --------------------- | ----------------------- | ------- | ------ | ----- | ------ | ------ | ------ | ----- | ----- | ----- | ------ | ------ | ------- | --- | --- | --- | --- | --- | --- | ------ | --- | --- | ------ | --- | ------ | ---- | ---------- |
| 2023 | Scuderia AlphaTauri                | AlphaTauri AT04       | Honda RBPTH001 1.6 V6 t | BHR     | SAU    | AUS   | AZE    | MIA    | MON    | ESP   | CAN   | AUT   | GBR    | HUN    | BEL     | NED | ITA | SIN | JPN | QAT | USA | MXC TD | SAP | LVG |        |     |        | —    | —          |
| 2023 | Oracle Red Bull Racing             | Red Bull RB19         | Honda RBPTH001 1.6 V6 t |         |        |       |        |        |        |       |       |       |        |        |         |     |     |     |     |     |     |        |     |     | ABU TD |     |        | —    | —          |
| 2024 | Oracle Red Bull Racing             | Red Bull RB20         | Honda RBPTH002 1.6 V6 t | BHR     | SAU    | AUS   | JPN    | CHN    | MIA    | EMI   | MON   | CAN   | ESP    | AUT    | GBR TD  | HUN | BEL | NED | ITA | AZE | SIN | USA    | MXC | SAP | LVG    | QAT | ABU TD | —    | —          |
| 2025 | Visa Cash App Racing Bulls F1 Team | Racing Bulls VCARB 02 | Honda RBPTH003 1.6 V6 t | AUS DNS | CHN 11 | JPN 8 | BHR 13 | SAU 10 | MIA 11 | EMI 9 | MON 6 | ESP 7 | CAN 16 | AUT 12 | GBR Ret | BEL | HUN | NED | ITA | AZE | SIN | USA    | MXC | SAP | LVG    | QAT | ABU    | 21*  | 11. místo* |